# Тарновске-Гуры
Тарновске-Гу́ры (Тарновские Горы; пол. Tarnowskie Góry, нем. Tarnowitz) — город в Польше, входит в Силезское воеводство, Тарногурский повят. Имеет статус городской гмины. Занимает площадь 83,47 км². Население: 60 879 человек (на 2014 год).
Известен старинными серебряными шахтами и музеями, посвящёнными истории силезского горного дела. Исторический комплекс шахт в 2017 г. объявлен ЮНЕСКО памятником Всемирного наследия.

## История

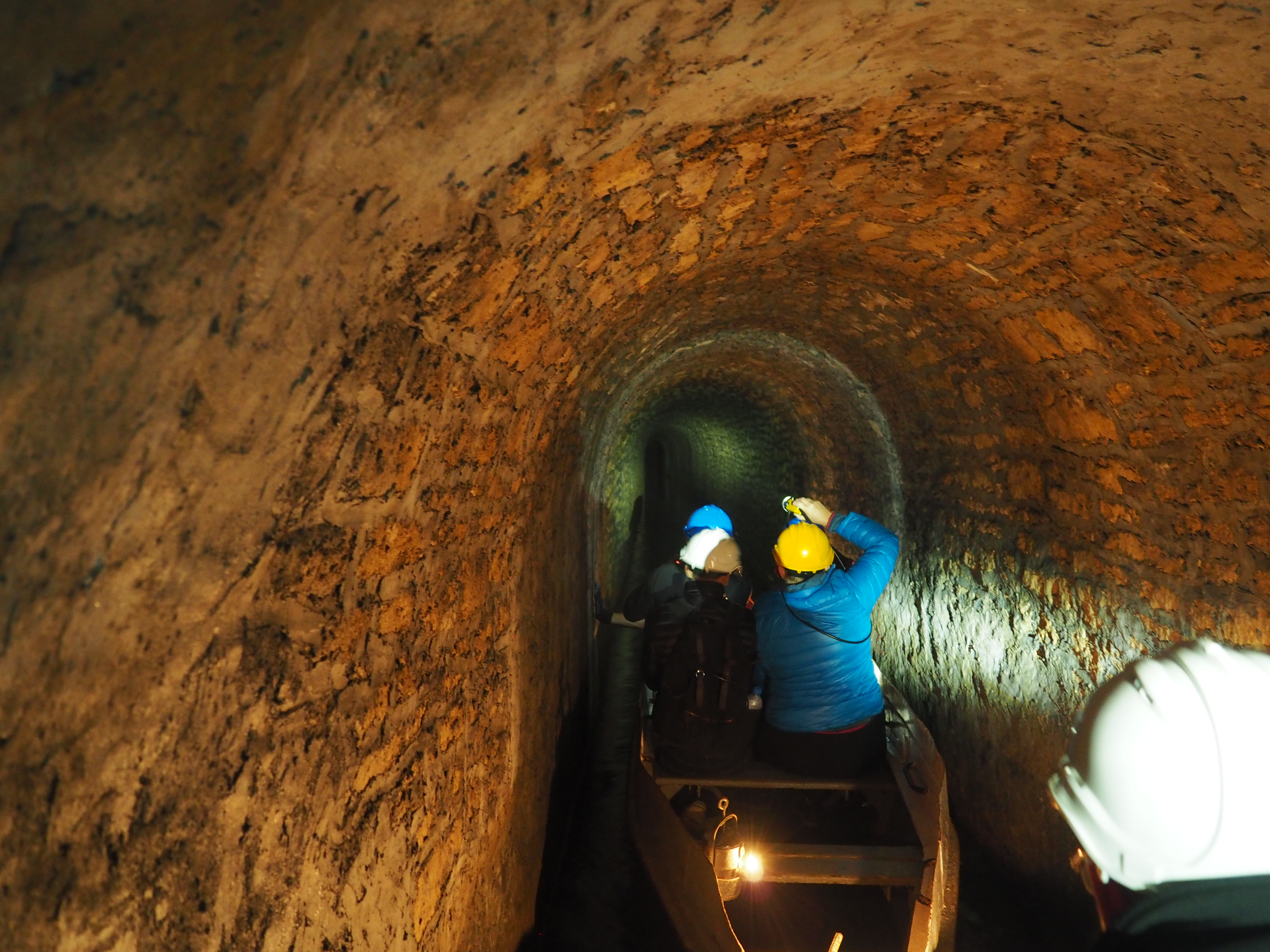
Туристы в тарновских шахтах

Название города происходит от названия деревни Тарновцы (пол. Tarnowice) и слова gory, которое в переводе со старопольского языка означало шахты.
История города тесно связана с добычей серебра, свинца и цинка. Согласно легенде, первый кусок серебра вырыл крестьянин Рыбка около 1490 года. С этого времени на место, где сейчас стоит город, начали прибывать поселенцы. Статус горняцкого города предоставил в 1526 г. опольский князь (герцог) Ян II Добрый. В 1788 г. Ф. В. фон Реден приступил к автоматизации производства за счет выписанных из Англии паровых машин. Добыча свинца продолжалась до 1912 года.
Столетия добычи руды оставили после себя более 150 км подземных переходов. Старинные шахты были заброшены до 1956 г., когда власти ПНР открыли для посещения знаменитую шахту Чёрной форели. К 1976 г. были музеифицированы и серебряные копи. Стандартный туристический маршрут имеет длину 1749 метров; из них 270 метров приходится преодолевать на лодках.

## Города-побратимы
- Бекешчаба, Венгрия
- Кутна-Гора, Чехия
- Бернбург, Германия
- Мерикур, Франция